# Cestas
Cestas è un comune francese di 16 847 abitanti situato nel dipartimento della Gironda nella regione della Nuova Aquitania.
Nel territorio comunale ha la sua sorgente il fiume Eau Bourde.

## Società

### Evoluzione demografica
Abitanti censiti

## Amministrazione

### Gemellaggi
- Reinheim
- Fürstenwalde
- Licata